# Samma tid samma plats (sång av Lili & Susie)
"Samma tid samma plats" är en svensk popsång skriven av Tim Norell, Oson och Niklas Strömstedt. Den spelades av Lili & Susie och släpptes som singel 1986. Den utgör också femte spår på deras andra studioalbum Dance Romance (1987).
Låten producerades av Strömstedt. Den framförs av Lili & Susie (sång), Per Alm (gitarr), Anki Bagger (bakgrundssång) och Totte Päivärinta (trummor). Singeln släpptes i två olika format: 7" och 12". Båda utgåvorna har "Vintergatan" som B-sida, skriven av Alm, Mats Karlsson och Päivärinta. "Samma tid samma plats" har senare medtagits på Lili & Susies samlingsalbum Lili & Sussie (1989), Non Stop Dancing (1990) och Nu och då – Det bästa med Lili & Susie (2009).
"Samma tid samma plats" låg en vecka på Svensktoppens niondeplats mellan den 14 och 20 september 1986.

## Låtlista
1. "Samma tid samma plats" – 4:19 (Tim Norell, Oson och Niklas Strömstedt)
2. "Vintergatan" – 4:12 (Per Alm, Mats Karlsson, Totte Päivärinta)

## Medverkande
Musiker
- Per Alm – gitarr
- Anki Bagger – bakgrundssång
- Totte Päivärinta – trummor

Tekniskt
- Niklas Strömstedt – producent